# Altered Beast (videogioco 2005)
Altered Beast, in Giappone Jūōki: Project Altered Beast, è un videogioco realizzato dalla WOW Entertainment e pubblicato dalla SEGA nel 2005 per PlayStation 2. È il remake in grafica 3D di Altered Beast del 1988.

## Trama
Nel gioco si rivestirà il ruolo di Ruke Custard, un uomo che si risveglia dopo un incidente aereo all'interno della città americana di Foret. L'intera zona cittadina è stata messa in quarantena dell'esercito a causa di alcune emissioni di un gas sconosciuto che hanno tramutato gli abitanti in esseri di vario tipo altamente aggressivi.

## Modalità di gioco
Il protagonista del gioco ha la possibilità di trasformare il proprio corpo in 10 diverse forme animali mutate in base ai potenziamenti genetici ritrovati durante il completamento dei vari livelli. Ogni livello, prima di essere completato, prevede lo scontro con un boss finale.
Il combattimento in forma mutata viene gestito tramite il tasto quadrato (che permette di dare diversi colpi agli avversari) e il tasto triangolo (legato all'esecuzione di una super mossa). Mentre si è in forma umana, invece, quest'ultimo tasto viene abbinato alla possibilità di risucchiare energia ai propri avversari, la quale verrà impiegata poi per entrare in modalità mutata.

## Accoglienza
| Testata                            | Giudizio |
| ---------------------------------- | -------- |
| GameRankings (media al 31-05-2020) | 50%      |
| Metacritic (media al 31-05-2020)   | 53/100   |
| Eurogamer                          | 4/10     |
| GamesMaster                        | 59%      |
| Play                               | 6/10     |
| PSM3                               | 42%      |
| VideoGamer.com                     | 5/10     |

Altered Beast è stato giudicato negativamente dalla critica per quanto riguarda l'intelligenza artificiale degli avversari, la linearità dei livelli, il comparto sonoro e la realizzazione grafica. ScrewAttack ha posto il gioco al decimo posto tra i dieci peggiori giochi dal 2D al 3D.